# Токіеда Мотокі
Мотокі Токіеда (яп. 時枝 誠記, Токіеда Мотокі, 6 грудня 1900 — 27 жовтня 1967) — японський лінгвіст, професор Токійського університету.
Критикував теорії свого вчителя Сінкіті Хасімото, що ґрунтуються на поєднанні японської традиції і структуралізму, а також сам європейський структуралізм (іноземними мовами не володів, основна мішень критики — праці Соссюра і Баллі, наявні в японському перекладі). Орієнтувався на традиції японського мовознавства (філологічного «тлумачення») до їх європеїзації в XIX столітті. Вважав, що мова як структура не є мовою, оскільки відірвана від діяльності (дослідники відзначають перекличку у формулюваннях з В. Гумбольдтом, а з сучасників — з Бахтіним і його колом 1920-х). Мова, за Токіедою «суб'єктивна діяльність», що об'єднує психологічну, фізіологічну і фізичну реальність. Поза людиною, яка намагається її описати, мова не існує.
Засновник школи мовного існування генго катей сецу (яп. 言語過程説), що стимулювала вивчення мови в повсякденному житті, масштабні проєкти з фіксації мовних вживань через спостереження за сім'ями інформантів-добровольців тощо.

## Праці
- Історія японського мовознавстваКокугогаку сі (яп. 國語學史) 1940
- Принципи японського мовознавстваКокугогаку генрон (яп. 國語學原論) 1941, перевидавалася неодноразово (1973 року вийшло двадцять восьме видання)